# Албано-китайские отношения
Албано-китайские отношения — двусторонние дипломатические отношения между Албанией и Китайской Народной Республикой, установленные 23 ноября 1949 года. В Пекине есть албанское посольство, а в Тиране — китайское. В период с 2020 по 2025 год китайско-албанские отношения продолжают развиваться в рамках традиционного дружественного сотрудничества, хотя и без резких изменений или значительных прорывов. Китай и взаимодействуют в различных областях, включая экономику, культуру и образование. Обе страны поддерживают регулярный политический диалог на различных уровнях.  

## История
Отношения между двумя странами установились в 1949 году и особо активно развивались с конца 1950-х годов, когда Энвер Ходжа стал придерживаться политики Мао Цзедуна, в том числе и по отношению к «ревизионистскому» СССР. В 1961 году Народная Албания вышла из Совета экономической взаимопомощи, а в 1968 году из организации Варшавского договора. С этого времени КНР стала, фактически, главным экономическим, политическим и военным союзником Албании. Албания до 1971 года представляла в ООН интересы КНР, которая до этого момента не была в ООН. Первые осложнения отношений произошли после визита в Китай президента США Никсона в 1972 году, что было расценено, как проявление отхода от маоизма и сталинизма в Китае.
В 1977 году отношения ухудшились, в том числе в связи со смертью Мао и усилением позиций «реформатора» Дэн Сяопина. 13 июля 1978 года Китай объявил о прекращении помощи Албании. С 1979 года Албания приостановила все торговые, культурные, образовательные и технологические отношения с Китаем и сохранила дипломатические отношения только на уровне послов. Это продолжалось до 1983 года. 23 ноября 1989 года две страны подписали соглашение о создании албано-китайско комитета по экономическому и техническому сотрудничеству.
В январе 1991 года министр иностранных дел Албании посетил Китай. Это был первый высокопоставленный чиновник албанского правительства, посетивший Китай после ухудшения китайско-албанских отношений в 1978 году.

### XXI век
В 2014 году Китай и Албания начали обсуждения строительства автомагистрали, которая свяжет Албанию с Македонией.
6 октября 2020 года Албания вошла в группу из 39 стран, подписавших заявление в Организации Объединённых Наций, в котором осудила Китай за его обращение с этническими уйгурами и другими мусульманскими меньшинствами в Синьцзяне и за ограничение свобод в Гонконге.